# Danthonia intermedia
Espèce
Classification phylogénétique
Danthonia intermedia, la danthonie intermédiaire, est une espèce de plantes monocotylédones de la famille des Poaceae, sous-famille des Danthonioideae, originaire d'Amérique du Nord.

## Répartition et habitat
La danthonie intermédiaire est présente au Canada et dans l’ouest des États-Unis. Elle apprécie aussi bien les plaines que les zones montagneuses.

## Description
La danthonie intermédiaire peut atteindre une taille de 50 centimètres. La plante se reproduit par cléistogamie ou parfois par apomixie. Cela permet à la plante de se propager dans de nombreuses zones sans être dépendante de l’extérieur pour sa pollinisation. L’herbe est très appréciée par les éleveurs car elle pousse très tôt dans l’année et supporte très bien d’être arrachée par le bétail.

## Taxinomie

### Synonymes
Selon Catalogue of Life (6 mai 2017) : 	
- Merathrepta intermedia (Vasey) Piper
- Pentameris intermedia (Vasey) A.Nelson & J.F.Macbr.

Synonymes de Danthonia intermedia subsp. intermedia :
- Danthonia canadensis B.R.Baum & Findlay
- Danthonia cusickii (T.A.William) Hitchc.
- Danthonia intermedia var. cusickii T.A.William
- Merathrepta intermedia var. cusickii (T.A.William) Piper

### Sous-espèces
Selon World Checklist of Selected Plant Families (WCSP) (6 mai 2017) :
- sous-espèce Danthonia intermedia subsp. intermedia
- sous-espèce Danthonia intermedia subsp. riabuschinskii (Kom.) Tzvelev (1976)